# 129982 Jeffseabrook
129982 Jeffseabrook è un asteroide della fascia principale. Scoperto nel 1999, presenta un'orbita caratterizzata da un semiasse maggiore pari a 2,5365356 UA e da un'eccentricità di 0,1339918, inclinata di 14,36977° rispetto all'eclittica.